# Leszek Hołdanowicz
Leszek Hołdanowicz (ur. 3 czerwca 1937 w Dmytrowie (gmina Chołojów), zm. 15 lutego 2020 w Warszawie) – polski grafik, plakacista, pedagog, profesor zwyczajny warszawskiej Akademii Sztuk Pięknych, współtwórca polskiej szkoły plakatu.
Hołdanowicz ukończył I Liceum Ogólnokształcące im. ks. Stanisława Konarskiego w Rzeszowie. W latach 1953–1958 odbył studia na Wydziale Grafiki Akademii Sztuk Pięknych w Krakowie.
W roku 1961 wznowił studia na warszawskiej Akademii Sztuk Pięknych pod kierownictwem profesorów Juliana Pałki, Wojciecha Zamecznika i Józefa Mroszczaka, kończąc w roku 1964 studia dyplomem z wyróżnieniem u profesora Henryka Tomaszewskiego. W roku 1965 został asystentem prof. Mroszczaka. W roku 1969 przebywał na stypendium we Włoszech.
Hołdanowicz prowadził w latach 1974–1984 pracownię projektowania graficznego elementów i systemów informacji wizualnej. Od roku 1982 zajmował się grafiką komputerową. W latach 1974–1980 sprawował obowiązki dziekana. W latach 1987–1990 był kierownikiem Katedry Projektowania Graficznego.
Leszek Hołdanowicz jest m.in. laureatem Nagrody im. Tadeusza Trepkowskiego (1963), nagród na Międzynarodowym Konkursie Plakatu Filmowego w Colombo (1965), Złotego Medalu (zespołowo) na Międzynarodowych Targach Książki w Lipsku (1965), nagrody w konkursie na znak Centrum Sztuki Współczesnej w Warszawie (1986), nagrody w konkursie na znak graficzny dla ZPAP „Polska Sztuka Użytkowa” (1987), Wyróżnienia Honorowego na I Międzynarodowym Triennale Sztuk Graficznych im. Tadeusza Kulisiewicza w Warszawie Imprint 2008. Odznaczony Złotym Medalem „Zasłużony Kulturze Gloria Artis”

## Literatura
- Leszek Hołdanowicz. Plakaty, grafikony, varia, Akademia Sztuk Pięknych w Warszawie, Warszawa 2009
- Leszek Hołdanowicz. Plakaty, Wydawnictwo Polskiej Agencji Ekologicznej S.A. 1995